# Ștefan Baiaram
Ștefan Baiaram (Bălilești, 31 dicembre 2002) è un calciatore rumeno, attaccante dell'U Craiova.

## Caratteristiche tecniche
È un'ala sinistra.

## Carriera
Cresciuto nel settore giovanile dell'U Craiova, debutta in prima squadra l'11 luglio 2019 in occasione dell'incontro di qualificazione di Europa League vinto 3-2 contro il Səbail; realizza la sua prima rete un anno più tardi, sempre in Europa League, contro la Lok’omot’ivi Tbilisi.

## Statistiche
Statistiche aggiornate al 19 febbraio 2021.

### Presenze e reti nei club
| Stagione        | Squadra         | Campionato      | Campionato | Campionato | Coppe nazionali | Coppe nazionali | Coppe nazionali | Coppe continentali | Coppe continentali | Coppe continentali | Altre coppe | Altre coppe | Altre coppe | Totale | Totale | Totale |
| Stagione        | Squadra         | Comp            | Pres       | Reti       | Comp            | Pres            | Reti            | Comp               | Pres               | Reti               | Comp        | Pres        | Reti        | Pres   | Reti   |        |
| --------------- | --------------- | --------------- | ---------- | ---------- | --------------- | --------------- | --------------- | ------------------ | ------------------ | ------------------ | ----------- | ----------- | ----------- | ------ | ------ | ------ |
| 2019-2020       | U Craiova       | L1              | 11         | 0          | CR              | 1               | 0               | UEL                | 1                  | 0                  |             | -           | -           | 13     | 0      |        |
| 2020-2021       | U Craiova       | L1              | 18         | 0          | CR              | 1               | 0               | UEL                | 1                  | 1                  |             | -           | -           | 20     | 1      |        |
| Totale carriera | Totale carriera | Totale carriera | 29         | 0          |                 | 2               | 0               |                    | 2                  | 1                  |             | -           | -           | 33     | 1      |        |